# Stellaster princeps
Stellaster princeps är en sjöstjärneart som beskrevs av Percy Sladen 1889. Stellaster princeps ingår i släktet Stellaster och familjen ledsjöstjärnor. Inga underarter finns listade i Catalogue of Life.